# 夏日时光 (2011年电影)
參數所指定的目標頁面不存在，建議更正成存在頁面或直接建立下列一個頁面（建立前請先搜尋是否有合適的存在頁面可以取代）：
- 夏日时光 (消歧义)

《夏日时光》（英語：The Summer Time），2011年12月31日在中国大陆上映的青春爱情片。

## 剧情
故事发生在中国大陆90年代末，两个青年男女相识于暑期英文补习班，张静如聪明伶俐（同性恋），徐子扬害羞腼腆（假小子），两人却迅速一拍即合，成为闺蜜，感情慢慢上升为爱情。因为徐子扬也是女人，补习老师宋老师不认可同性恋，释放出压力使得两人最终没有走到一起。多年之后，徐子扬在街上逛街时，看到自己和张静如的油画贴在一个洗发店内，不由得停下脚步走进店里，喊过几声“有人吗？”之后，张静如从店内走了出来，两人在店里喝起啤酒，聊起家常来，徐子扬问她为什么这么多年没有结婚，张静如回答：“再等等呗……在等对的人”。徐子扬追问，“在等画里的人吗？”张静如沮丧地回答，“过去的就已经过去了，都只是曾经了”。画片停留在两人青年时奔跑在街道上的油画上，响起了片尾曲《夏日时光》。

## 演员
- 林子君 出演 徐子扬
- 刘润萱 出演 张静如
- 赵可 出演 宋老师

## 片尾曲
- 范世琪《夏日时光》[1]